# أوبرفيشتاخ
اوبرفيشتاخ (بالألمانية: Oberviechtach) هي بلدة ألمانية تقع في ألمانيا في Schwandorf (district).

## المدن التوأمة
مدن نابورغ، هان موندن، Raschau-Markersbach و هي مدن توأمة لـاوبرفيشتاخ.

## أعلام
- موريتز هارتمان